# Parachartergus amazonensis
Parachartergus amazonensis är en getingart som först beskrevs av Adolpho Ducke 1907.  Parachartergus amazonensis ingår i släktet Parachartergus och familjen getingar. Inga underarter finns listade i Catalogue of Life.